# 德瓦纳深谷
德瓦纳深谷（英語：Devana Chasma）是金星上一条伸展的脆弱裂谷带，长约4000公里，宽150到250公里，其深度达到5公里。大多数断层为南北走向。该破裂带位于因火山活动而抬起的范围3000多公里的贝塔区。地幔柱从地下深处上升，导致上层地表形成裂谷带，同时，驱动裂谷带缓慢向前延伸。

## 德瓦纳深谷的地质史
该区域的地质 由过去不同时间发生的一系列事件所形成：
1. 贝塔区和福柏区地壳下的地幔柱的抬起：地幔柱的上升推动地壳造成火山升起。
2. 忒伊亚火山和德瓦纳深谷的形成：逸出的熔岩在地表形成忒伊亚火山及裂谷的开始。
3. 二个地幔柱的重叠形成漂移区：当二个地幔柱中的热量发生变化时，就形成了偏移区。